# پاسکال پلوسکی
پاسکال پلوسکی (انگلیسی: Pascal Pellowski؛ زادهٔ ۱۸ دسامبر ۱۹۸۸) بازیکن فوتبال اهل آلمان است.
از باشگاه‌هایی که در آن بازی کرده‌است می‌توان به باشگاه فوتبال دارمشتات ۹۸، باشگاه فوتبال زاربروکن، و باشگاه فوتبال بوخوم اشاره کرد.